# 劳尔·阿森西奥
劳尔·阿森西奥·德尔罗萨里奥（西班牙語：Raúl Asencio del Rosario，2003年2月13日—），西班牙职业足球运动员，司职中后卫，效力于西甲俱乐部皇家马德里。

## 荣誉
皇家马德里
- 國際足協洲際盃：2024[2]